# Oreophrynella vasquezi
Oreophrynella vasquezi är en groddjursart som beskrevs av Señaris, Ayarzagüena och Stefan Gorzula 1994. Oreophrynella vasquezi ingår i släktet Oreophrynella och familjen paddor. IUCN kategoriserar arten globalt som sårbar. Inga underarter finns listade i Catalogue of Life.